# Lewis (přítok Columbie)
Lewis (anglicky Lewis River) je řeka na jihozápadě státu Washington v severozápadní části USA. Je dlouhá 153 km. Povodí zaujímá plochu 2710 km².

## Průběh toku

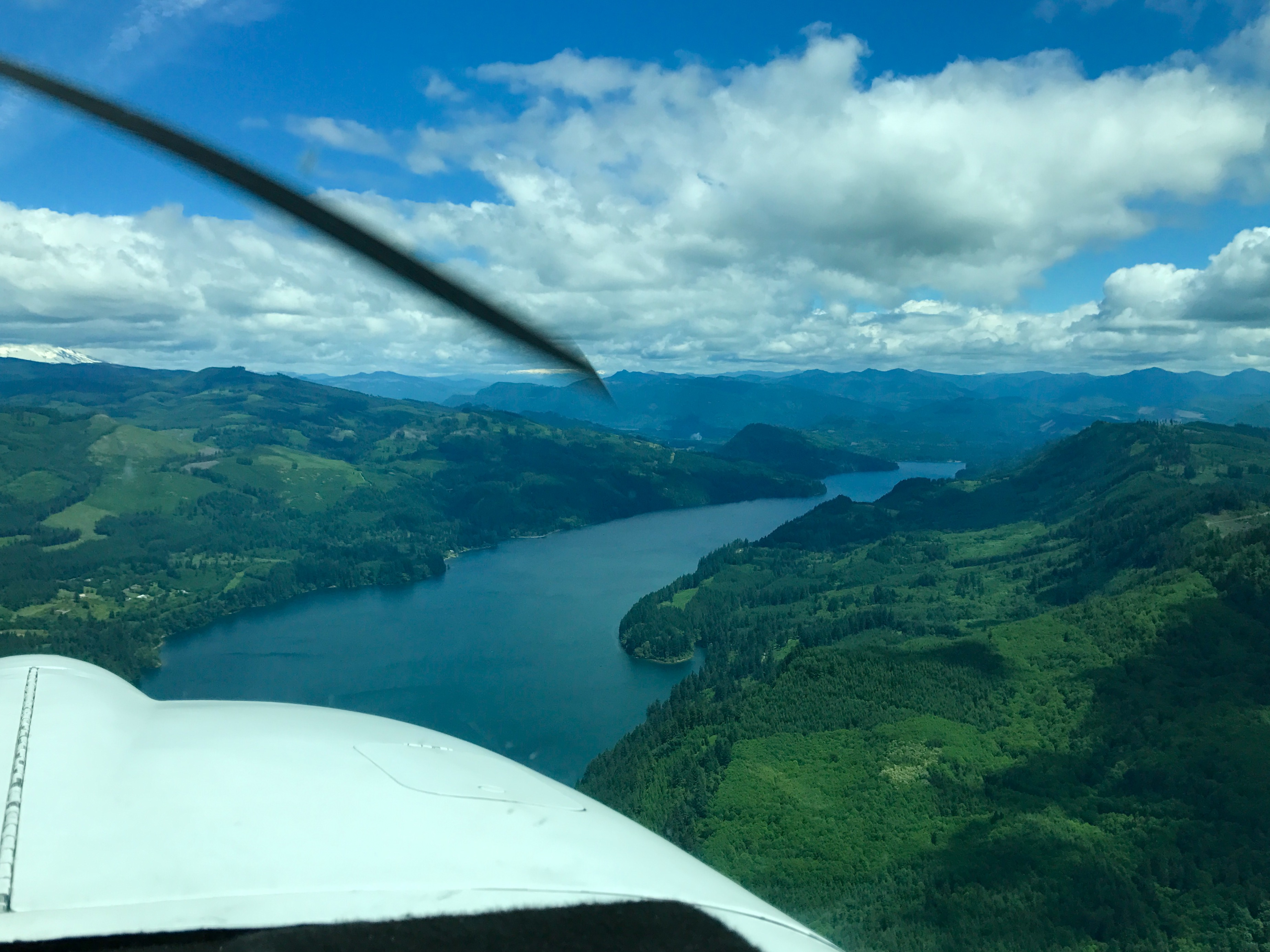
Vodní nádrž Merwin

Řeka Lewis pramení v Kaskádovém pohoří, na severovýchodě okresu Skamania, vysoko na západním úbočí aktivní sopky Mount Adams. Po většinu své délky teče jihozápadním směrem. Horní tok leží na území Národního lesa Gifforda Pinchota. Střední tok prochází přes jižní úpatí další aktivní sopky, Mount St. Helens. Zde je přehrazena třemi vodními nádržemi, sloužící pro výrobu elektřiny:
- Swift Reservoir – horní nádrž je ze všech tří nejmohutnější a byla dokončena roku 1958. Její přehrada je vysoká 156 m a dlouhá 640 m. Nádrž zaujímá plochu 18,7 km² a zadržuje 932 mil. m³ vody.
- Yale Lake – střední nádrž se otevřela již v roce 1953. Hráz má výšku 98 m a délku 457 m. Vzniklý rezervoár má rozlohu 15,3 km² a objem 496 mil. m³.
- Lake Merwin – dolní nádrž byla dokončena v roce 1931 a ze všech tří je nejstarší. Její hráz dosahuje délky 381 m a výšky 95 m. Rozloha jezera činí 15,9 km² a objem 521 mil. m³.

Řeka Lewis mezi nádržemi Swift a Yale opouští okres Skamania a tvoří hranici okresů Cowlitz (na severu) a Clark (na jihu). Podél řeky se rozkládají městečka Cougar, Ariel a město Woodland. Za městem se do ní vlévá její největší přítok, East Fork Lewis River (Východní vidlice Lewis). Lewis je proto někdy nazývána jako North Fork Lewis River (Severní vidlice Lewis). Po pár kilometrech se pravostranně vlévá do řeky Columbie, která později ústí do Tichého oceánu.